# Championnat de Pologne de football 1925
Navigation
Édition suivante
La saison 1925 du championnat de Pologne est la quatrième saison de l'histoire de la compétition. Cette édition a été remportée pour la troisième fois consécutive par le Pogoń Lvov, devant le Warta Poznań.

## Les clubs participants
| Club               | Ville    |
| ------------------ | -------- |
| AKS Chorzów        | Chorzów  |
| LKS Łódź           | Lódź     |
| Lublinianka Lublin | Lublin   |
| Pogoń Lvov         | Lvov     |
| Pogoń Wilno        | Wilno    |
| Polonia Varsovie   | Varsovie |
| TKS Toruń          | Toruń    |
| Warta Poznań       | Poznań   |
| Wisła Cracovie     | Cracovie |

## Compétition

### Classements

#### Groupe Nord
| Rang | Équipe           | Pts | J | G | N | P | Bp | Bc | Diff |
| ---- | ---------------- | --- | - | - | - | - | -- | -- | ---- |
| 1    | Warta Poznań     | 6   | 4 | 3 | 0 | 1 | 11 | 6  | +5   |
| 2    | TKS Toruń        | 4   | 4 | 2 | 0 | 2 | 7  | 7  | 0    |
| 3    | Polonia Varsovie | 2   | 4 | 1 | 0 | 3 | 5  | 10 | -5   |

| Légende | Légende                       |
| ------- | ----------------------------- |
|         | Qualifié pour la phase finale |

#### Groupe Sud
| Rang | Équipe         | Pts | J | G | N | P | Bp | Bc | Diff |
| ---- | -------------- | --- | - | - | - | - | -- | -- | ---- |
| 1    | Wisła Cracovie | 6   | 4 | 3 | 0 | 1 | 10 | 3  | +7   |
| 2    | ŁKS Łódź       | 6   | 4 | 3 | 0 | 1 | 9  | 4  | +5   |
| 3    | AKS Chorzów    | 0   | 4 | 0 | 0 | 3 | 0  | 12 | -12  |

| Légende | Légende                       |
| ------- | ----------------------------- |
|         | Qualifié pour la phase finale |

#### Groupe Est
| Rang | Équipe             | Pts | J | G | N | P | Bp | Bc | Diff |
| ---- | ------------------ | --- | - | - | - | - | -- | -- | ---- |
| 1    | Pogoń Lvov         | 8   | 4 | 4 | 0 | 0 | 12 | 1  | +11  |
| 2    | Pogoń Wilno        | 2   | 4 | 1 | 0 | 3 | 5  | 11 | -6   |
| 3    | Lublinianka Lublin | 2   | 4 | 1 | 0 | 3 | 3  | 8  | -5   |

| Légende | Légende                       |
| ------- | ----------------------------- |
|         | Qualifié pour la phase finale |

#### Groupe final
| Rang | Équipe         | Pts | J | G | N | P | Bp | Bc | Diff |
| ---- | -------------- | --- | - | - | - | - | -- | -- | ---- |
| 1    | Pogoń Lvov     | 7   | 4 | 3 | 1 | 0 | 8  | 3  | +5   |
| 2    | Warta Poznań   | 3   | 4 | 1 | 1 | 2 | 5  | 12 | -7   |
| 3    | Wisła Cracovie | 2   | 4 | 1 | 0 | 3 | 6  | 4  | +2   |

| Légende | Légende             |
| ------- | ------------------- |
|         | Champion de Pologne |

## Meilleurs buteurs
| # | Joueur            | Équipe         | Buts |
| - | ----------------- | -------------- | ---- |
| 1 | Henryk Reyman     | Wisła Cracovie | 11   |
| 2 | Mieczysław Batsch | Pogoń Lvov     | 9    |
| 3 | Stefan Schmidt    | Warta Poznań   | 7    |